# Wołodymyr Barna
Wołodymyr Andrijowycz Barna (ukr. Володимир Андрійович Барна, ur. 2 czerwca 1953 w Tłustym w rejonie zaleszczyckim w obwodzie tarnopolskim na Ukrainie) – ukraiński poeta, dziennikarz, działacz społeczny.

## Życiorys
Pochodzi z rodziny łemkowskiej – wysiedleńców z terenów Polski. Jego ojciec Andrij pochodzi z Kamiannej, a matka Jewdokija – z Daliowej.
W roku 1975 ukończył dziennikarstwo na Uniwersytecie Lwowskim i pracował jako redaktor tarnopolskiej rozgłośni radiowej.
Od roku 1981 należy do Związku Dziennikarzy Ukrainy i Związku Pisarzy Ukrainy. Jest członkiem zarządu Towarzystwa „Łemkiwszczyna” we Lwowie, w latach 1990–1993 był przewodniczącym oddziału Towarzystwa w Tarnopolu.
Jest autorem wielu audycji, wierszy, opowiadań, często dotyczących tematyki łemkowskiej. Wydał trzy tomiki wierszy oraz książkę „Łemkiwszczyna w serci mojim”.

## Źródła
- Богдан Мельничук, Барна Володимир Андрійович [w:]  Тернопільський енциклопедичний словник. редкол.: Г. Яворський та ін.. T. 1: А—Й. Тернопіль : Видавничо-поліграфічний комбінат «Збруч», 2004, s. 86. ISBN 966-528-197-6. (ukr.)